# Jiří Lang (fotbalista)
Jiří Lang (* 11. března 1973) je bývalý český fotbalista, záložník.

## Fotbalová kariéra
V československé a české lize hrál za Bohemians Praha. Nastoupil celkem ve 35 ligových utkáních a dal 2 góly.

## Ligová bilance
| Ročník                                   | Zápasy | Góly | Klub            |
| ---------------------------------------- | ------ | ---- | --------------- |
| 1. československá fotbalová liga 1991/92 | 6      | 1    | Bohemians Praha |
| 1. československá fotbalová liga 1992/93 | 26     | 1    | Bohemians Praha |
| 1. česká fotbalová liga 1994/95          | 3      | 0    | Bohemians Praha |
| CELKEM                                   | 35     | 2    |                 |